# Corhiza pannosa
Corhiza pannosa is een hydroïdpoliep uit de familie Halopterididae. De poliep komt uit het geslacht Corhiza. Corhiza pannosa werd in 1962 voor het eerst wetenschappelijk beschreven door Millard. 